# Neoditomyia troglophila
Neoditomyia troglophila är en tvåvingeart som beskrevs av Loïc Matile 1977. Neoditomyia troglophila ingår i släktet Neoditomyia och familjen platthornsmyggor.
Artens utbredningsområde är Kuba. Inga underarter finns listade i Catalogue of Life.